# Condado de Boone (Arkansas)
El condado de Boone es un condado del estado de Arkansas, Estados Unidos. Tiene una población estimada, a mediados de 2023, de 38 530 habitantes.
La sede del condado es Harrison.
Fue formado en 1868 a partir de la porción oriental del condado de Carroll y de una pequeña parte del oeste del condado de Marion.

## Geografía
Según la Oficina del Censo, tiene una superficie total de 1560 km², de los cuales 1530 km² corresponden a tierra firme y 30 km² están cubiertos de agua.

### Condados adyacentes
- Condado de Taney, Misuri (norte)
- Condado de Marion (este)
- Condado de Searcy (sureste)
- Condado de Newton (sur)
- Condado de Carroll (oeste)

## Demografía

### Censo de 2020
Según el censo de 2020, en ese momento el condado tenía una población de 37 373 habitantes. La densidad de población era de 24 hab./km². Había 17 368 viviendas, lo que representaba una densidad de 11/km².
| Raza                   | Núm.   | Porc.   |
| ---------------------- | ------ | ------- |
| Blancos                | 34 128 | 91.32%  |
| Amerindios             | 276    | 0.74%   |
| Afroamericanos         | 108    | 0.29%   |
| Asiáticos              | 246    | 0.66%   |
| Isleños del Pacífico   | 28     | 0.07%   |
| De otras razas         | 259    | 0.69%   |
| De una mezcla de razas | 2328   | 6.23%   |
| Total                  | 37 373 | 100.00% |

Del total de la población, el 2.60% eran hispanos o latinos de cualquier raza.

### Estimación 2019-2023
De acuerdo con la estimación 2019-2023 de la Oficina del Censo, los ingresos medios de los hogares del condado son de $54 195 y los ingresos medios de las familias son de $69 420. Los ingresos per cápita en los últimos doce meses, medidos en dólares de 2023, son de $29 583. Alrededor del 13.4% de la población está por debajo de la línea de pobreza nacional.

## Comunidades

### Ciudades
- Diamond City
- Harrison

### Pueblos
- Alpena (en parte)
- Bellefonte
- Bergman
- Everton
- Lead Hill
- Omaha
- South Lead Hill
- Valley Springs
- Zinc